# Seward County, Nebraska
Seward County är ett administrativt område i delstaten Nebraska, USA, med 16 750 invånare. Den administrativa huvudorten (county seat) är Seward. 

## Geografi
Enligt United States Census Bureau så har countyt en total area på 1 492 km². 1 489 km² av den arean är land och 3 km² är vatten. 

### Angränsande countyn
- Butler County - norr
- Lancaster County - öster
- Saline County - syd
- Fillmore County - sydväst
- York County - väst
- Polk County - nordväst